# Häädemeeste
Häädemeeste è un comune rurale dell'Estonia meridionale, nella contea di Pärnumaa. Il centro amministrativo è l'omonimo borgo (in estone alevik).

## Località
Oltre al capoluogo, il comune comprende 20 località (in estone küla):
Arumetsa, Ikla, Jaagupi, Kabli, Krundiküla, Majaka, Massiaru, Metsapoole, Nepste, Orajõe, Papisilla, Penu, Pulgoja, Rannametsa, Sooküla, Soometsa, Treimani, Urissaare, Uuemaa, Võidu.